# Quận Al Dhaher
Quận Al Dhaher là quận ở Yemen thuộc vùng Sa'dah, Yemen. Năm 2003, quận có dân số khoảng 22,394 người.